# Валентин Лоос
Валентин Ярослав (Вілем) Лоос (чеськ. Valentin Jaroslav «Vilém» Loos; 13 квітня 1895 — 8 вересня 1942) — чехословацький хокеїст та футболіст. Як хокеїст, дворазовий чемпіон Європи (1922 та 1925 років) у складі збірної Чехословаччини і бронзовий призер Олімпійських ігор 1920. Як футболіст, чемпіон Чехословаччини, переможець Міжсоюзницьких ігор 1919.

## Хокейна кар'єра
Валентин Лоос народився у Празі 13 квітня 1895 року. Починав грати в хокей разом зі своїм старшим братом Йозефом, але на відміну від нього, став виступати за збірну тільки після закінчення Першої світової війни.
Виступав за хокейний клуб «Славія» (Прага). Учасник міжнародних змагань з хокею. Бронзовий медаліст чемпіонату світу з хокею 1920 року (в рамках літніх Олімпійських ігор 1920 року в Антверпені). Чемпіон Європи 1922 і 1925 років. Срібний призер чемпіонатів Європи з хокею із шайбою 1921 та 1926, бронзовий призер чемпіонату Європи 1923.
Хокейний турнір на Олімпійських іграх проходив за оригінальною схемою. Участь брали шість команд. Спочатку був розіграний турнір за «золото», в якому Чехословаччина в чвертьфіналі програла Канаді з рахунком 0:15. Канада стала переможцем, тому до турніру за «срібло» були допущені три суперники, що програли чемпіону. Чехословаччина в срібному фіналі поступилась США 0:16. Так як американці здобули срібні медалі, за «бронзу» змагались команди, які їм поступились раніше — Швеція, Швейцарія і Чехословаччина. В «бронзовому» матчі Чехословаччина перемогла Швецією з рахунком 1:0. Основну трійку нападників збірної складали «хокеїсти-футболісти» Вілем Лоос — Йозеф Шроубек — Карел Пешек, а єдину переможну шайбу закинув Шроубек. Таким чином збірна Чехословаччини стала бронзовим призером Олімпіади, закинувши лише одну шайбу і пропустивши 31.
За збірну Чехословаччини з хокею провів 27 матчів, закинув 12 шайб.

## Футбольна кар'єра
До складу футбольної команди «Славії» приєднався в 1915 році, коли тривала Перша світова війна і багато футболістів були призвані до війська. Брат Йозеф раніше також грав за футбольний клуб, але не багато, а ось Валентин став ключовим гравцем, пізніше — капітаном. Розпочинав як нападник, хоча основною його позицією став півзахист. В 1915 році «Славія» виграла чемпіонат Богемії, або ж чемпіонат Праги, як називають цей воєнний турнір у багатьох джерелах. Спочатку команда виграла всі матчі групи А, в якій виступали провідні команди столиці, зокрема, перемогла «Спарту» з рахунком 5:1. У фіналі за звання чемпіона «Славія» перемогла «Сміхов» з рахунком 14:0, а Лоос забив один з голів.
Помер 8 вересня 1942 року в Празі в роки Другої світової війни.